# کانتون پوئبلوویهو
کانتون پوئبلوویهو (به اسپانیایی: Cantón Puebloviejo) یک منطقهٔ مسکونی در اکوادور است که در استان لوس ریوس واقع شده‌است.

## خصوصیات
کانتون پوئبلوویهو ۳۳۶٫۳ کیلومترمربع مساحت و ۲۹٬۴۲۰ نفر جمعیت دارد.